# كرج (إيران)

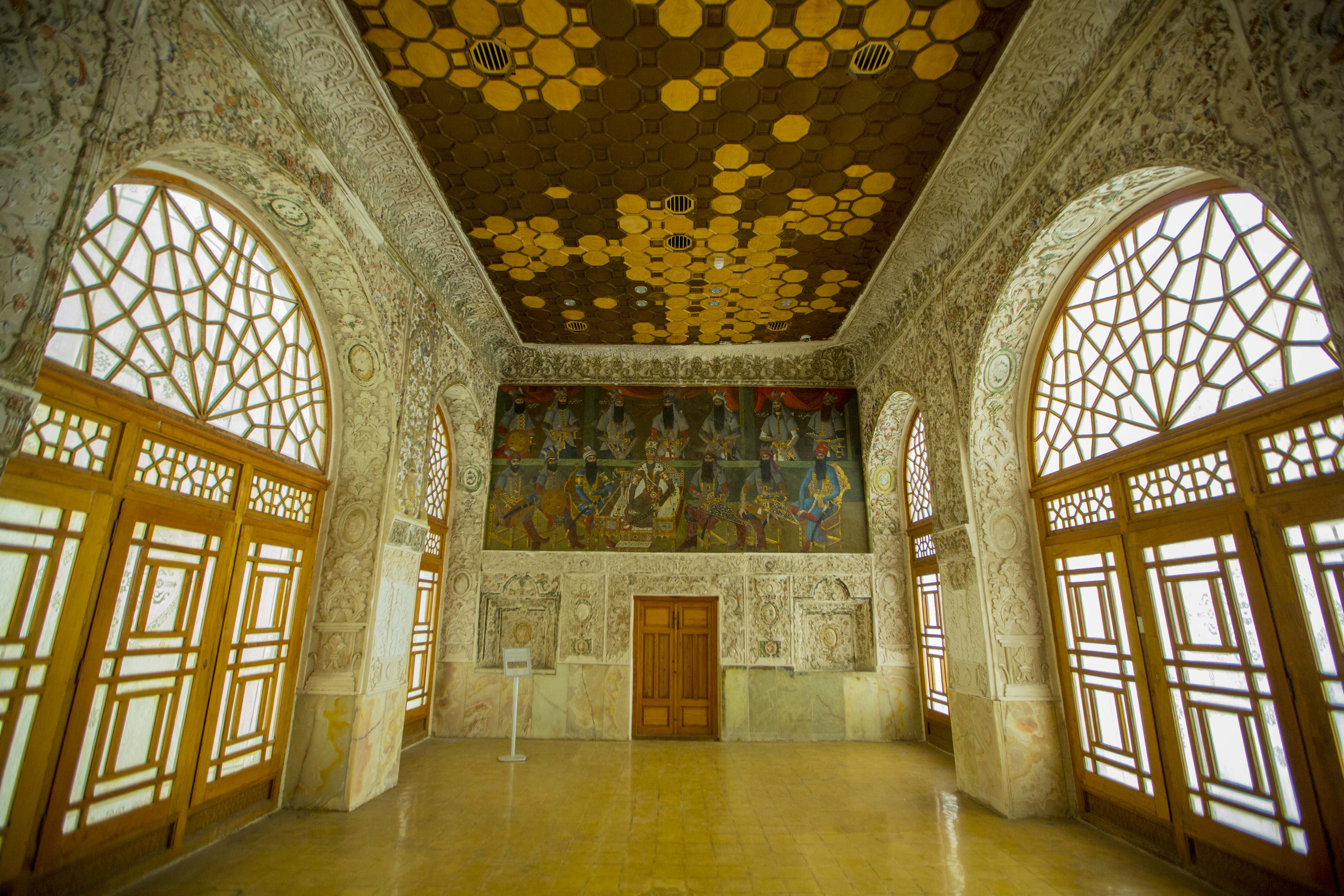

كرج (نطق: kæˈɾædʒ) هي مدينة إيرانية، تقع في محافظة البرز وهي مركز المحافظة ومركز مقاطعة كرج، تقع على بعد 20 كيلومتراً غرب طهران، أسفل جبال البرز. كان عدد سكانها عام 2005 حوالي 2,512,737 نسمة، وهذا يجعلها رابع أكبر مدينة في إيران بعد طهران ومشهد وأصفهان. للمدينة تاريخ كبير. يوجد فيها معبد حجري يتبع الديانة الزرادشتية يعود إلى العصر الأشكاني، ومن بين الآثار الأخرى قصر السليمانية الذي تحول إلى كلية زراعية الآن.
القاعدة الاقتصادية للمدينة مشابهة لطهران. يتم نقل المنتجات من خلال المدينة بين العاصمة وبين بحر قزوين. وتصنع أيضاً المواد الكيميائية والأسمدة والمواد الزراعية الأخرى في كرج. المدينة متصلة بطهران عبر سكك حديدية طولها 40 كلم شرقاً، ومتصلة بقزوين بسكك طولها 100 كلم شمال الغرب. مناخ كرج أكثر برودة من طهران، ويهطل على المدينة 260 مم من المطر سنوياً.
تقع كرج عند جبال البرز، وتحد المدينة من الشمال محافظة مازندران، ويحدها من الجنوب مقاطعة شهريار والمحافظة المركزية، ومن الغرب تحدها مقاطعة ساوجبلاع ومحافظة قزوين ومن الشرق بمحافظة طهران.
کرج تقع على ارتفاع 1320 متراً عن مستوى سطح البحر.

## التاريخ

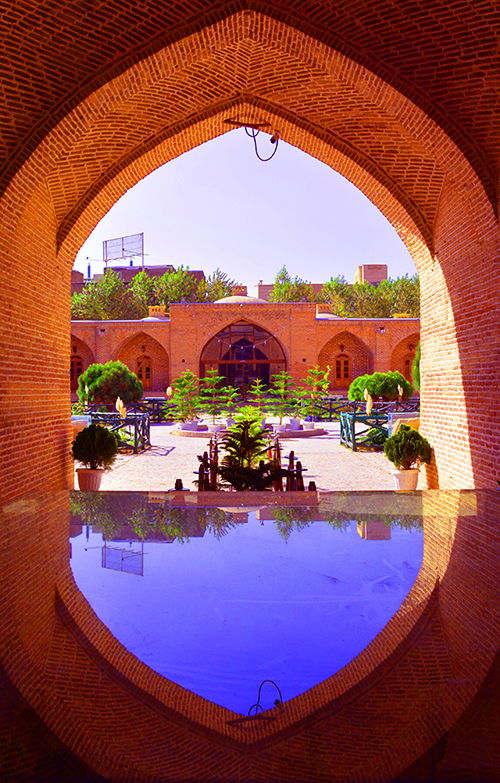
خان شاه عباسي

كانت المنطقة المحيطة بكرج مأهولة بالسكان منذ آلاف السنين، كما يتضح من موقع العصر البرونزي في تيبي خورفين وموقع العصر الحديدي في كلك. ومع ذلك، فإن مدينة كرج الحالية هي في الغالب نتيجة للتطور الصناعي الحديث في القرن العشرين.
إن بقايا العصور القديمة وعهد الأخمينيين والبارثيين والساسانيين في منطقة كاراج هي دليل على أن هذه المنطقة تمتعت بحضارة متقدمة في الماضي.

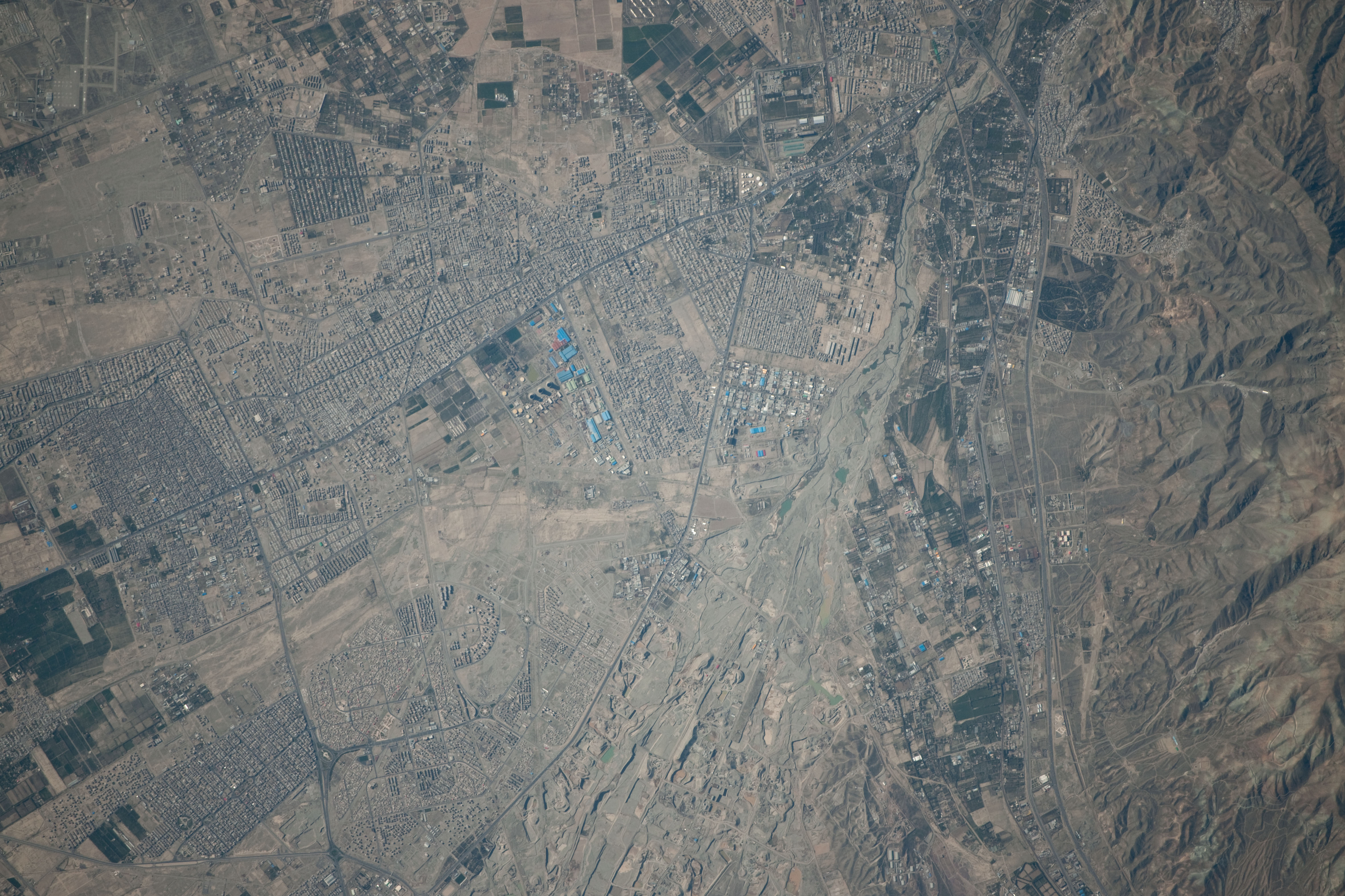
صورة جوية للمناطق الجنوبية لمدينة كرج عام 2010 من قبل رواد فضاء مهمة ISS-23

كانت كرج جزءًا من مازندران لفترة من الوقت وكانت ذات يوم جزءًا من مدينة الري، وكانت تُعتبر أحيانًا قرية في نهر رودبار-أرانجا. قبل الغزو المغولي لخوارزم، كانت القوافل تسافر أكثر على طول الطريق المؤدي إلى الري عبر سغز أباد وشهريار (طهران). بعد هذه الفترة، أصبح طريق قزوين-كرج-ري أكثر أهمية، لكن أهمية كرج زادت خلال الفترة الصفوية بسبب موقعها على طريق طهران -قزوين-تبريز، وأعطتها القوافل والجسور والقلاع المبنية على طول هذا الطريق هوية. في القرن الرابع الهجري، ذكر شمس الدين المقدسي كرج كواحدة من قرى الري. في بداية القرن السابع الهجري، اعتبر ياقوت الحموي أيضًا كرج تابعة للري. ذكر حمد الله المستوفي، في القرن الثامن الهجري. في كتابه الشهير (نزهة القلوب)، خان وكرج كمقاطعتين تحت نهر رودبار أرانجا، وعند ذكر أنهار عراق العجم، ذكر العجم نهر الكوهرود، الذي يمكن تطبيق خصائصه بدقة على نهر كرج. في القرون الوسطى من الإسلام وما بعدها، وخاصة في عهد آخر ملوك الصفويين، عندما أصبحت طهران مقرًا للحكومة، تم النظر في طريق طهران - كرج - قزوين، ومن المرجح جدًا أن يُنسب خان كرج الصفوي إلى هذه الفترة. 

### العصر القاجاري
خلال فترة القاجاريون، وخاصة في عهدي فتح علي شاه وناصر الدين شاه، جذبت كرج انتباه سليمان ميرزا نظرًا لقربها من العاصمة وموقعها على الطريق الذي يربط سلطانية وتبريز، وبنى قصر سليمانية هناك في عام 1810 ليكون بمثابة منتجع صيفي. خلال هذه الفترة، مر العديد من الجنود عبر المنطقة وتركوا ملاحظات. كان القصر يحتوي على أربعة أبراج وكان محاطًا بالحدائق، وكانت غرفة الاستقبال الخاصة به تتميز بزوج من اللوحات لعبد الله خان نقشبندي. ومع ذلك، بحلول عام 1860، وُصف القصر بأنه مهجور ويُستخدم فقط كمأوى للمسافرين. قام ناصر الدين شاه قاجار بتجديد القصر لاحقًا. في عام 1917، تم إنشاء مدرسة للزراعة في الموقع، لتحل محل مدرسة مظفري الزراعية السابقة في طهران. وفي وقت لاحق، منحها رضا بهلوي لكلية الزراعة الجديدة بجامعة طهران. خلال هذه الفترة، كانت كرج معروفة كجزء من الطريق الرئيسي طهران - قزوين. لا يذكر معظم مذكرات الرحلات الإيرانية والغربية هذا المكان على نطاق واسع.

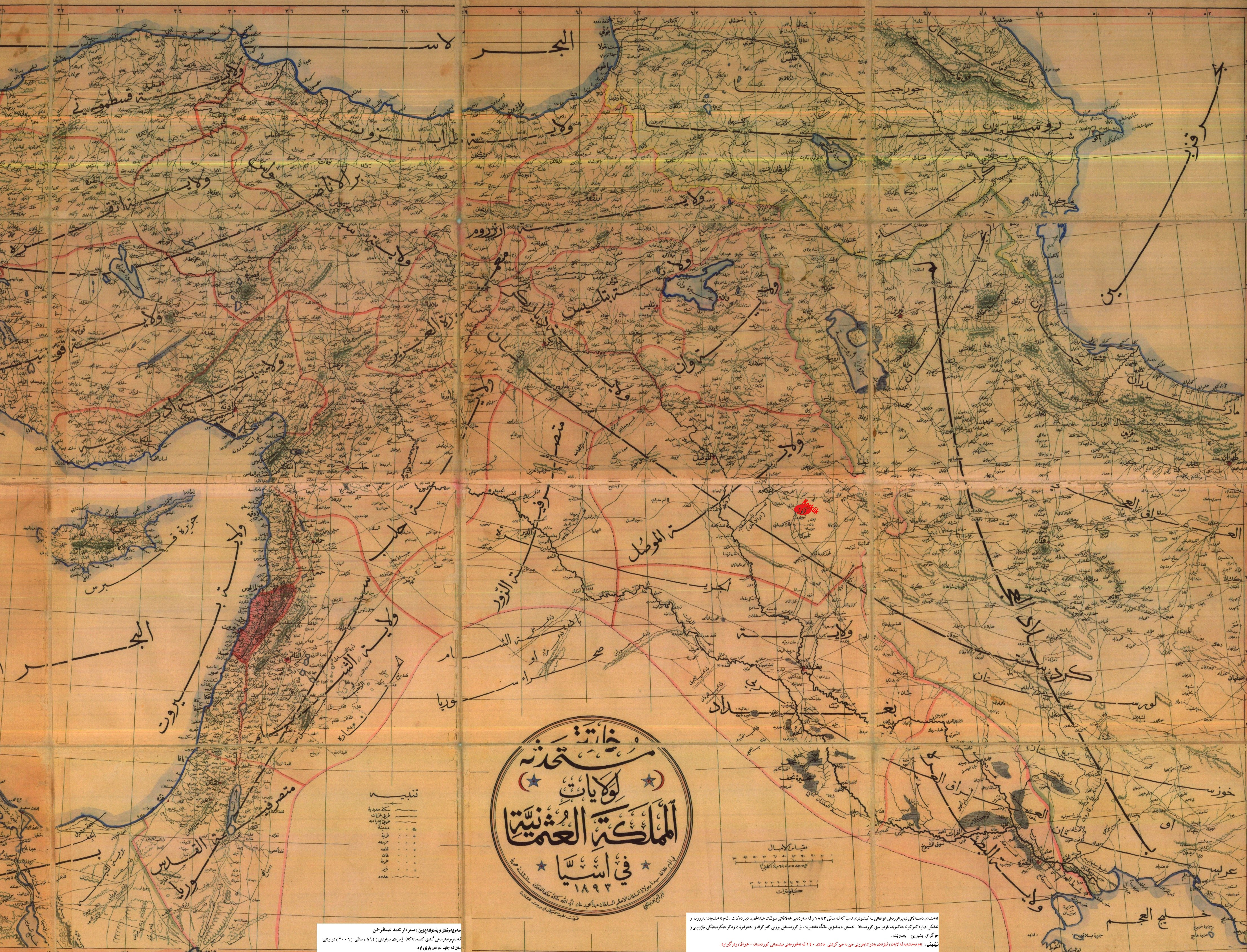
خريطة مطبوعة من عام 1893 لولايات الدولة العثمانية تظهر كرج على أنها السليمانية.

### العصر البلوي

خريطة كرج في ثلاثينيات القرن العشرين في كتاب "الثقافة الجغرافية لإيران"

في كتاب "الثقافة الجغرافية لإيران" الذي ألّفه حسين علي رزمارا في أربعينيات القرن العشرين، وصف كرج على النحو التالي، مما يُظهر وضعها في ذلك الوقت: كرج مدينة صغيرة على طريق طهران-قزوين السريع، تقع على بُعد 39 كيلومترًا غرب طهران و101 كيلومترًا شرق قزوين؛ تقع على سفوح نهر كرج، وتتميز بمناخ بارد ومعتدل. يبلغ عدد سكانها حوالي 50 ألف نسمة، وهم شيعة ويتحدثون الفارسية. تُزوّد المدينة بالمياه من نهر كرج. لم تكن كرج في الماضي سوى قرية، ولكنها تطورت بعد إنشاء الطرق والطرق السريعة والمؤسسات الزراعية. شُقّت أربعة شوارع من ساحتها في أربعة اتجاهات رئيسية، وشُيّدت مبانٍ ومتاجر جديدة على جوانب الشوارع، ويتزايد عدد سكانها يومًا بعد يوم. تقع كلية الزراعة ومصنع السكر في جنوب غربها. تشمل المكاتب الحكومية في كرج إدارة المنطقة والبلدية ومركز الشرطة والخزانة والإحصاء وفروع البنك الوطني والزراعة وتربية الحيوانات والصحة والثقافة ومراكز البريد والبرق والهاتف والدرك والطب البيطري و3 مدارس ابتدائية ومدرسة ثانوية واحدة. تشمل مصانع كرج مصنع سكر ومصنع أسلاك ومصنع كرتون ومصنع خمور. ترتبط كرج بطهران من الشرق بالطريق السريع الإسفلتي - إلى الشمال بالطريق السريع من الدرجة الأولى على طول وادي كرج-تشالوس - إلى الغرب بالطريق السريع الإسفلتي إلى قزوين وإلى الجنوب بالطريق السريع المؤدي إلى اشتهارد وزرند. يمر خط سكة حديد طهران-أذربيجان جنوب كرج وتقع محطتها الشهيرة في جنوب المدينة. يوجد بها محطة وقود و200 متجر مختلف. تعمل حافلة من طهران إلى كرج على مدار الساعة. تشمل آثارها القديمة خان شاه عباسي ومبنى إمام زاده حسن.
في عام ١٣١٢ هـ/1894 م، ومع إنشاء طريق طهران -كرج الإسفلتي المؤدي إلى ساحل بحر قزوين (شالوس)، وكذلك إنشاء الطرق غرب البلاد (قزوين - همدان - زنجان - تبريز - إلخ)، أصبحت كرج نقطة اتصال مهمة. وفي عهد البهلوي، أدى بناء العديد من المصانع والمنشآت الصناعية على طول طريق طهران-كرج-قزوين والمناطق المحيطة به إلى ازدهار المدينة وتوسعها المتزايد.
في ثلاثينيات القرن العشرين، وُضعت خطط لبناء مجمع صناعي كبير يغطي مساحة 216 هكتارًا على الجانب الجنوبي من القرية. كان من المقرر أن تكون "مدينة كاراج النموذجية الصناعية" هذه موقعًا لأول مصانع الصلب في البلاد، مستفيدة من سهولة الوصول إلى المياه والفحم من نهر البرز. ومع ذلك، احتجز البريطانيون معدات البناء المستوردة من ألمانيا أثناء مرورها عبر قناة السويس في عام 1940، ولم يتم بناء المجمع المخطط له أبدًا.
تم بناء مجمع صناعي كبير، وهو أول مجمع مملوك للقطاع الخاص في كرج، في ستينيات القرن العشرين على يد محمد صادق فاتح. وشمل هذا المجمع، المسمى شهرك جهانشهر، مصانع للنفط والشاي والنسيج بالإضافة إلى مساكن للعمال.

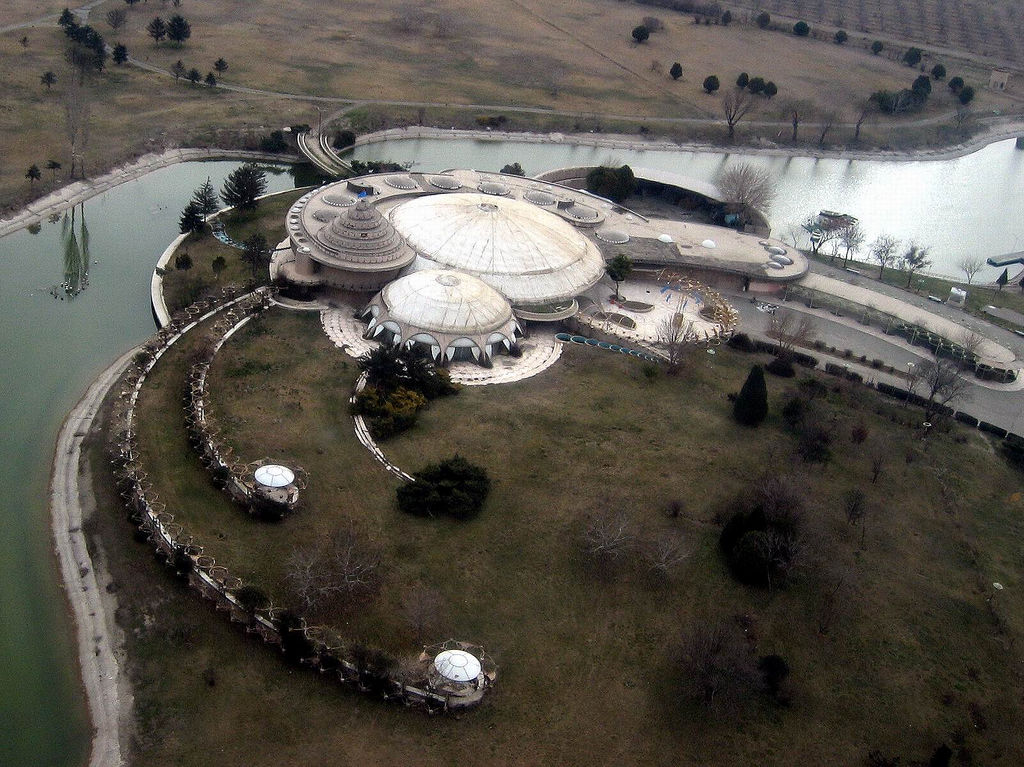
قصر مرواريد

شُيّد قصر مرواريد في منطقة مهرشهر المجاورة خلال العهد البهلوي. صمّمته مؤسسة فرانك لويد رايت (شركة تاليسين للهندسة المعمارية) بناءً على توجيهات شمس بهلوي، الشقيقة الكبرى لمحمد رضا بهلوي. كان القصر في تلك الفترة مدينة صناعية وتجارية.

### الثورة الإسلامية الإيرانية
وبعد الثورة الإسلامية في إيران، ازدادت سرعة توسع هذه المدينة كل يوم حتى أصبحت اليوم تبدو وكأنها مدينة مشهورة بكل ما فيها من تقدم صناعي وتعليمي وعلمي وصحي وترفيهي وغيرها، لدرجة أن مظهرها في العقود القليلة الماضية لا يقارن بمظهر كرج اليوم.

## المناخ
يظهر الجدول التالي التغييرات المناخية على مدار السنة لكرج:
| البيانات المناخية لـكرج | البيانات المناخية لـكرج | البيانات المناخية لـكرج | البيانات المناخية لـكرج | البيانات المناخية لـكرج | البيانات المناخية لـكرج | البيانات المناخية لـكرج | البيانات المناخية لـكرج | البيانات المناخية لـكرج | البيانات المناخية لـكرج | البيانات المناخية لـكرج | البيانات المناخية لـكرج | البيانات المناخية لـكرج | البيانات المناخية لـكرج |
| الشهر | يناير                   | فبراير                  | مارس                    | أبريل                   | مايو                    | يونيو                   | يوليو                   | أغسطس                   | سبتمبر                  | أكتوبر                  | نوفمبر                  | ديسمبر                  | المعدل السنوي           |
| --- | ----------------------- | ----------------------- | ----------------------- | ----------------------- | ----------------------- | ----------------------- | ----------------------- | ----------------------- | ----------------------- | ----------------------- | ----------------------- | ----------------------- | ----------------------- |
| الدرجة القصوى °م (°ف) | 18.2 (64.8)             | 19.8 (67.6)             | 27.4 (81.3)             | 33.0 (91.4)             | 34.6 (94.3)             | 39.2 (102.6)            | 42.0 (107.6)            | 40.2 (104.4)            | 37.2 (99.0)             | 31.8 (89.2)             | 25.0 (77.0)             | 20.0 (68.0)             | 42.0 (107.6)            |
| متوسط درجة الحرارة الكبرى °م (°ف) | 6.1 (43.0)              | 9.0 (48.2)              | 14.2 (57.6)             | 20.7 (69.3)             | 26.2 (79.2)             | 32.6 (90.7)             | 35.2 (95.4)             | 34.5 (94.1)             | 30.4 (86.7)             | 23.5 (74.3)             | 15.1 (59.2)             | 8.9 (48.0)              | 21.4 (70.5)             |
| المتوسط اليومي °م (°ف) | 1.8 (35.2)              | 4.1 (39.4)              | 8.7 (47.7)              | 14.5 (58.1)             | 19.2 (66.6)             | 24.6 (76.3)             | 27.1 (80.8)             | 26.8 (80.2)             | 22.9 (73.2)             | 17.1 (62.8)             | 9.9 (49.8)              | 4.6 (40.3)              | 15.1 (59.2)             |
| متوسط درجة الحرارة الصغرى °م (°ف) | −2.5 (27.5)             | −0.7 (30.7)             | 3.2 (37.8)              | 8.4 (47.1)              | 12.2 (54.0)             | 16.5 (61.7)             | 19.0 (66.2)             | 19.1 (66.4)             | 15.3 (59.5)             | 10.8 (51.4)             | 4.8 (40.6)              | 0.3 (32.5)              | 8.9 (48.0)              |
| أدنى درجة حرارة °م (°ف) | −17.0 (1.4)             | −15.6 (3.9)             | −10.5 (13.1)            | −3.5 (25.7)             | −0.4 (31.3)             | 7.2 (45.0)              | 10.6 (51.1)             | 12.0 (53.6)             | 7.0 (44.6)              | −0.5 (31.1)             | −6.0 (21.2)             | −14.6 (5.7)             | −17.0 (1.4)             |
| الهطول مم (إنش) | 30.8 (1.21)             | 32.1 (1.26)             | 45.4 (1.79)             | 39.1 (1.54)             | 19.5 (0.77)             | 2.7 (0.11)              | 3.0 (0.12)              | 1.2 (0.05)              | 1.6 (0.06)              | 15.1 (0.59)             | 27.7 (1.09)             | 33.5 (1.32)             | 251.7 (9.91)            |
| متوسط أيام هطول الأمطار (≥ 1.0 mm) | 6.3                     | 5.7                     | 6.7                     | 5.8                     | 3.7                     | 1.0                     | 0.7                     | 0.3                     | 0.3                     | 3.2                     | 4.8                     | 5.8                     | 44.3                    |
| متوسط الأيام المثلجة | 5.4                     | 3.7                     | 1.9                     | 0.1                     | 0.0                     | 0.0                     | 0.0                     | 0.0                     | 0.0                     | 0.0                     | 0.5                     | 2.7                     | 14.3                    |
| متوسط الرطوبة النسبية (%) | 67                      | 60                      | 53                      | 48                      | 43                      | 34                      | 35                      | 34                      | 36                      | 44                      | 56                      | 66                      | 48                      |
| ساعات سطوع الشمس الشهرية | 166.3                   | 169.7                   | 197.4                   | 218.1                   | 280.7                   | 335.2                   | 341.5                   | 340.1                   | 304.2                   | 250.1                   | 187.2                   | 156.8                   | 2٬947٫3                 |
| المصدر: Iran Meteorological Organization (records), (temperatures), (precipitation), (humidity), (days with precipitation and snow), (sunshine) |                         |                         |                         |                         |                         |                         |                         |                         |                         |                         |                         |                         |                         |

## معرض الصور

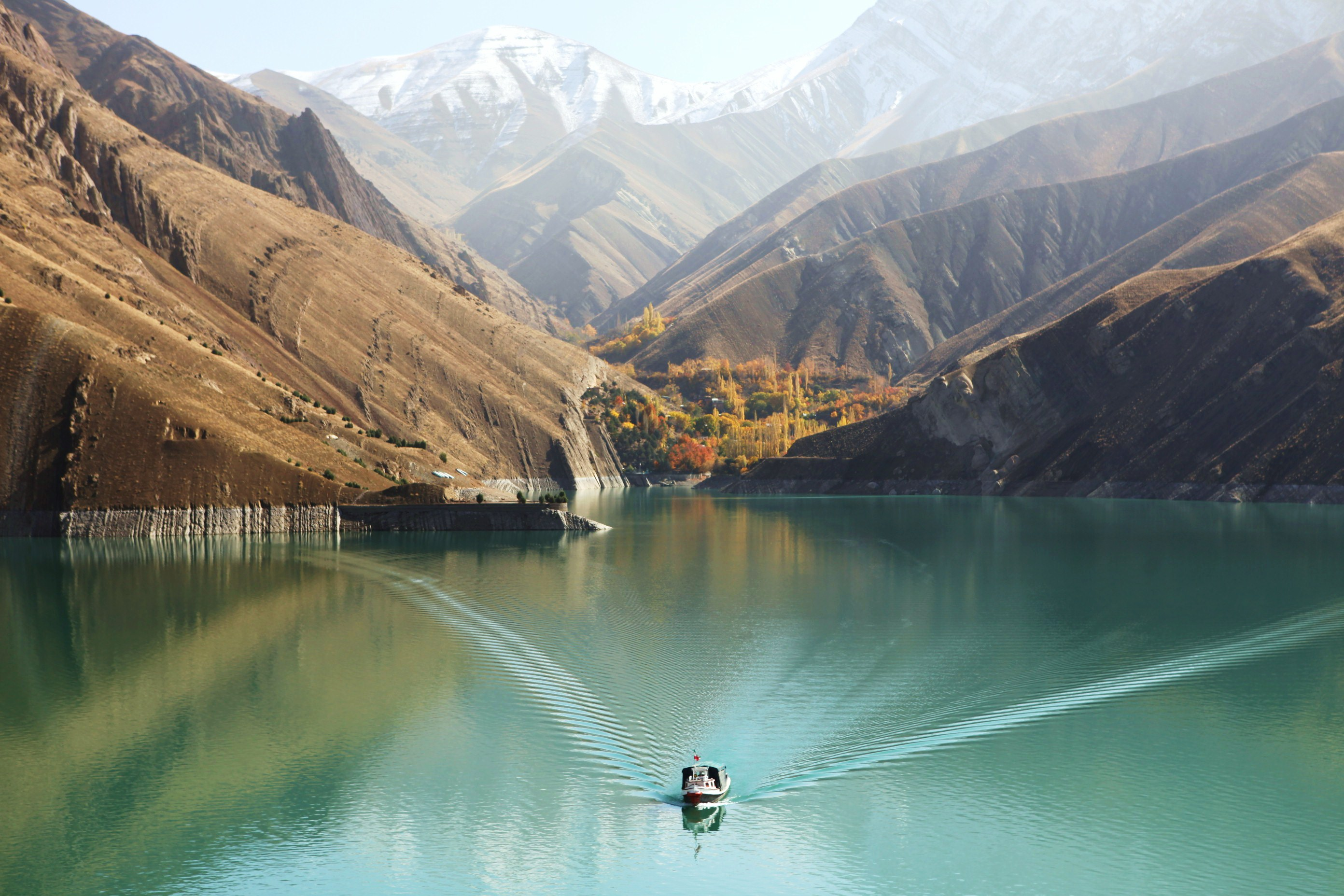
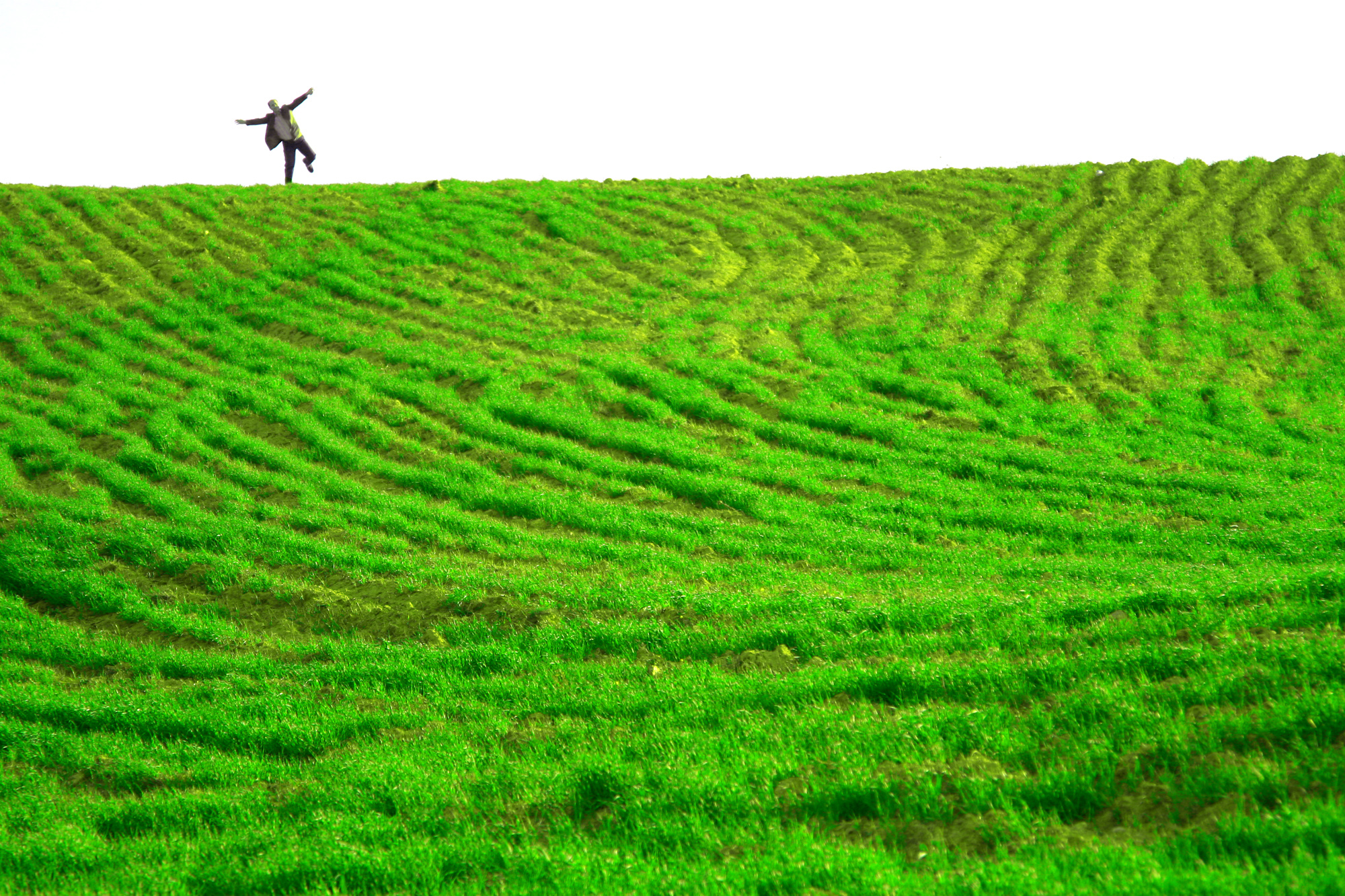
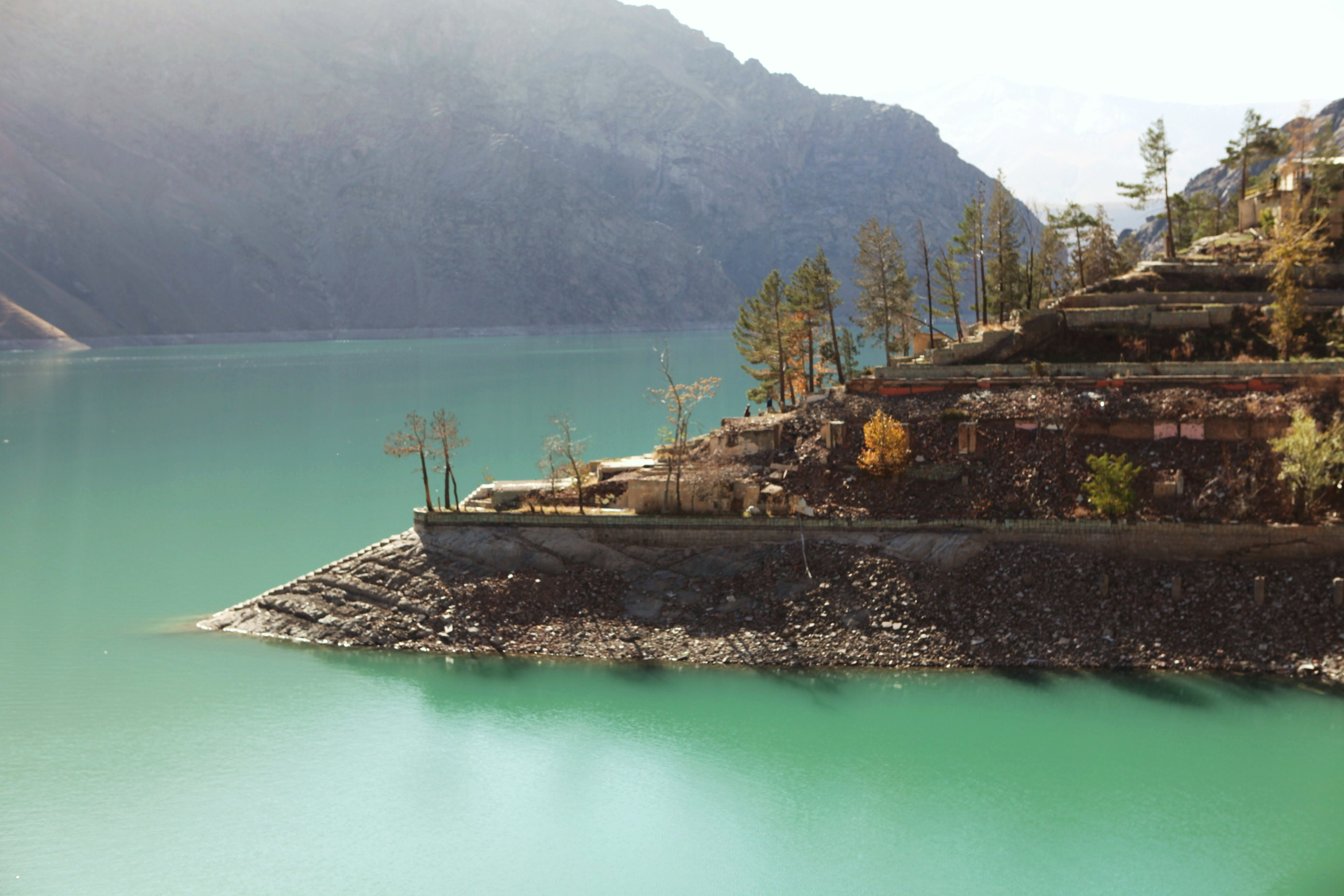
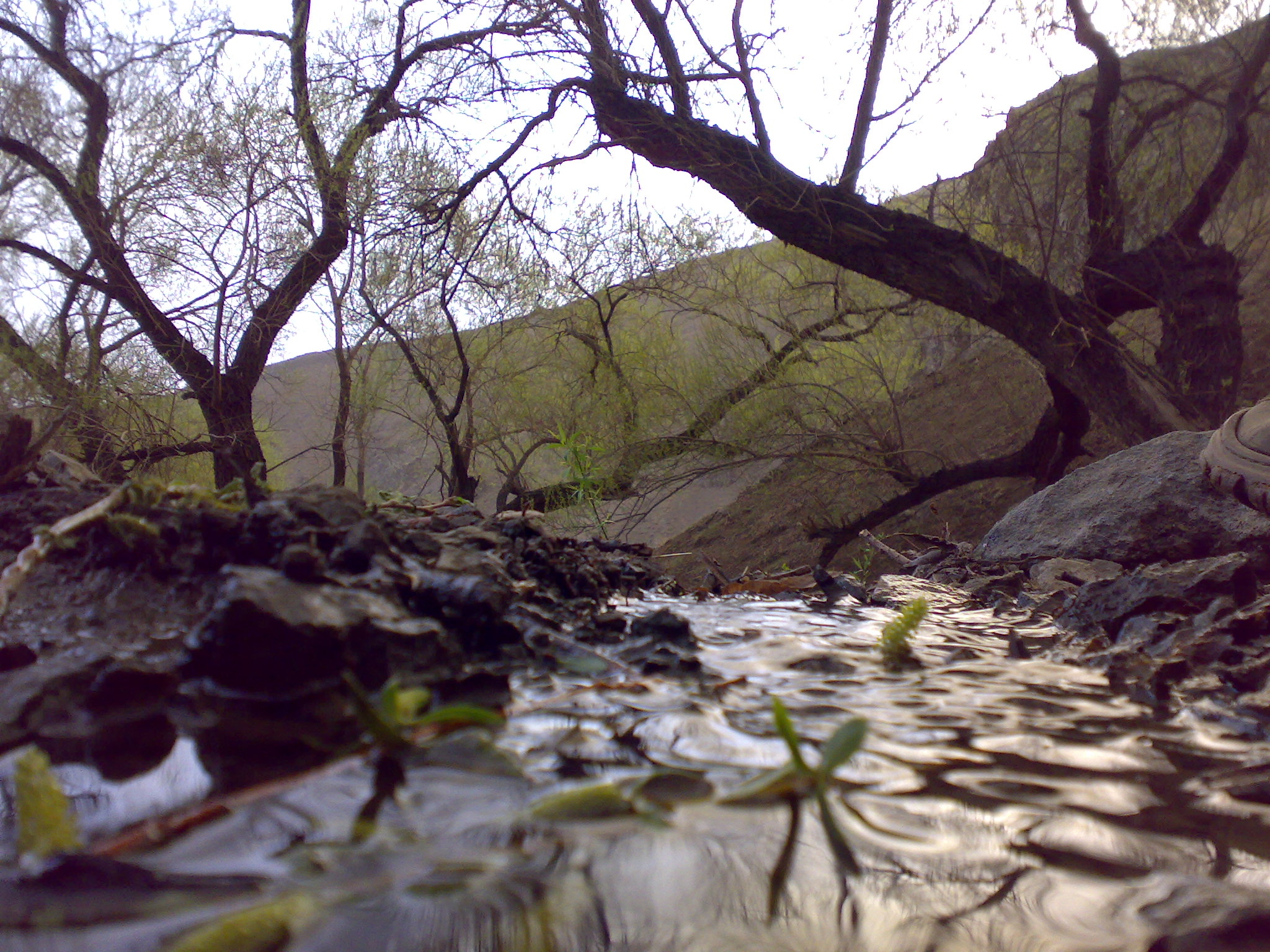
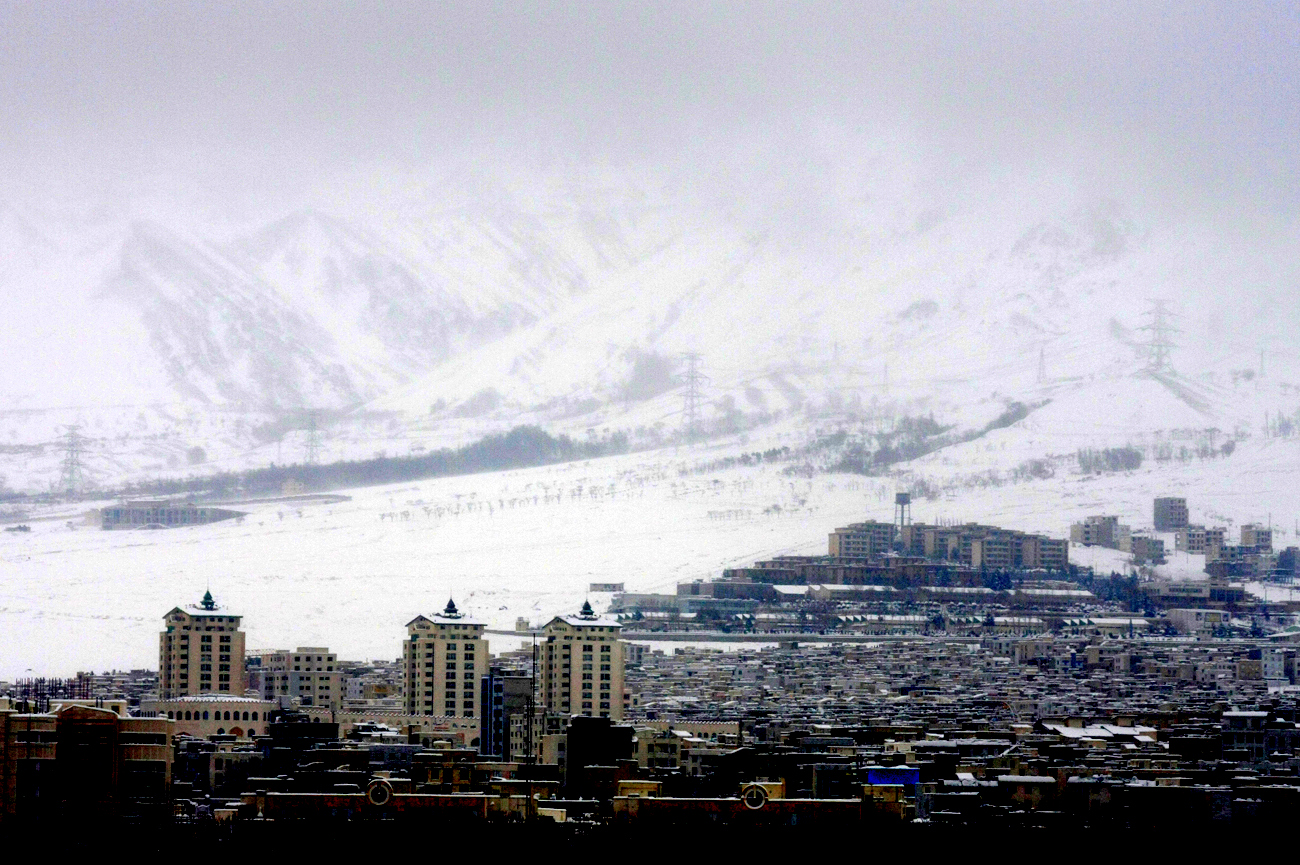

## المناطق

مناطق بلدية كرج

تتكون مدينة كرج من 10 مناطق حضرية

## أعلام
- كيميا علي زاده
- مجيد حسيني
- ميلاد كمنداني
- علي أشرف درويشيان
- محمد نصرتي
- أحمد شاملو
- عبد الرحمن شرفكندي
- أفشين كاظمي

## المدن الشقيقة
كرج توأمة مع:
- إندونيسيا، بوجور
- الصين، تشنغدو